# Sainte-Foy-la-Longue
Pour les articles homonymes, voir Sainte-Foy.
Sainte-Foy-la-Longue (Senta Fe la Longa en gascon) est une commune du Sud-Ouest de la France, située dans le département de la Gironde (région Nouvelle-Aquitaine).
Ses habitants sont appelés les Foyens.

## Géographie

### Localisation
La commune se trouve dans l'Entre-deux-Mers, à 56 km au sud-est de Bordeaux, chef-lieu du département, à 13 km au nord-est de Langon, chef-lieu d'arrondissement et à 10 km au nord-est de Saint-Macaire, ancien chef-lieu de canton.

### Communes limitrophes
Les communes limitrophes en sont Saint-Laurent-du-Bois au nord, Saint-Laurent-du-Plan au nord-est, Morizès à l'est, Casseuil au sud-est, Caudrot au sud, Saint-Martin-de-Sescas au sud-ouest, Saint-André-du-Bois à l'ouest et Saint-Martial au nord-est.
| Saint-Martial          | Saint-Laurent-du-Bois | Saint-Laurent-du-Plan |
| Saint-André-du-Bois    | Sainte-Foy-la-Longue  | Morizès               |
| Saint-Martin-de-Sescas | Caudrot               | Casseuil              |

### Climat
Pour des articles plus généraux, voir Climat de la Nouvelle-Aquitaine et Climat de la Gironde.
Historiquement, la commune est exposée à un climat océanique aquitain.  
En 2020, Météo-France publie une typologie des climats de la France métropolitaine dans laquelle la commune est exposée à un climat océanique et est dans la région climatique  Aquitaine, Gascogne, caractérisée par une pluviométrie abondante au printemps, modérée en automne, un faible ensoleillement au printemps, un été chaud (19,5 °C), des vents faibles, des brouillards fréquents en automne et en hiver et des orages fréquents en été (15 à 20 jours).
Pour la période 1971-2000, la température annuelle moyenne est de 12,8 °C, avec une amplitude thermique annuelle de 15 °C. Le cumul annuel moyen de précipitations est de 832 mm, avec 11,3 jours de précipitations en janvier et 6,6 jours en juillet. Pour la période 1991-2020, la température moyenne annuelle observée sur la station météorologique la plus proche, située sur la commune de Saint-Sulpice-de-Pommiers à 7,12 km à vol d'oiseau, est de 13,8 °C et le cumul annuel moyen de précipitations est de 764,8 mm,. Pour l'avenir, les paramètres climatiques de la commune estimés pour 2050 selon différents scénarios d’émission de gaz à effet de serre sont consultables sur un site dédié publié par Météo-France en novembre 2022.

## Urbanisme

### Typologie
Au 1er janvier 2024, Sainte-Foy-la-Longue est catégorisée commune rurale à habitat très dispersé, selon la nouvelle grille communale de densité à sept niveaux définie par l'Insee en 2022.
Elle est située hors unité urbaine et hors attraction des villes,.

### Occupation des sols

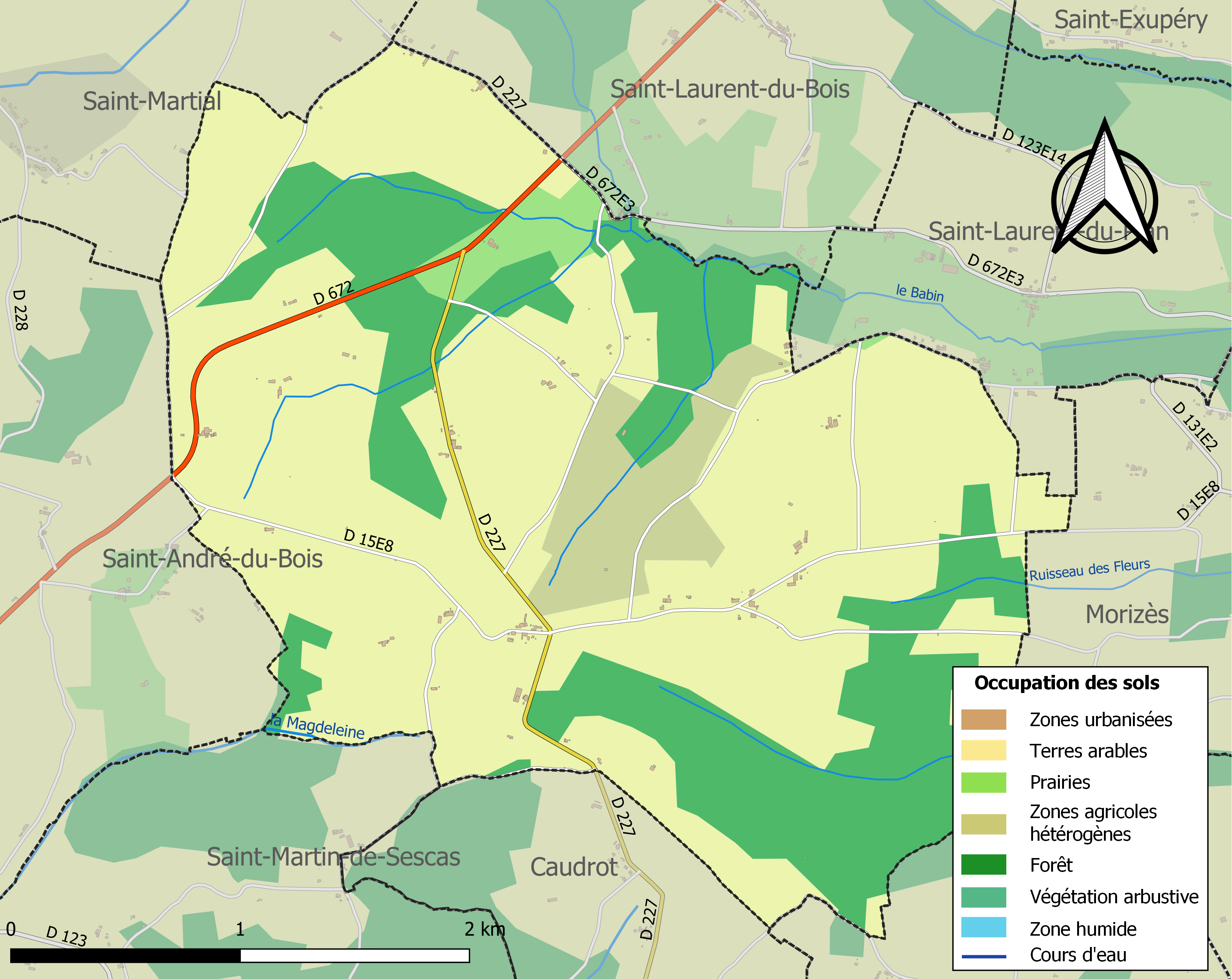
Carte des infrastructures et de l'occupation des sols de la commune en 2018 (CLC).

L'occupation des sols de la commune, telle qu'elle ressort de la base de données européenne d’occupation biophysique des sols Corine Land Cover (CLC), est marquée par l'importance des territoires agricoles (73,3 % en 2018), une proportion identique à celle de 1990 (73,3 %). La répartition détaillée en 2018 est la suivante : 
cultures permanentes (62,3 %), forêts (26,7 %), zones agricoles hétérogènes (5,7 %), terres arables (3,1 %), prairies (2,2 %). L'évolution de l’occupation des sols de la commune et de ses infrastructures peut être observée sur les différentes représentations cartographiques du territoire : la carte de Cassini (XVIIIe siècle), la carte d'état-major (1820-1866) et les cartes ou photos aériennes de l'IGN pour la période actuelle (1950 à aujourd'hui).

### Voies de communication et transports
Le territoire communal est traversé par la route départementale D 672 qui mène vers le sud-ouest à Saint-André-du-Bois et Saint-Macaire et vers le nord-est à Saint-Laurent-du-Bois et Sauveterre-de-Guyenne ; le bourg est traversé par une route d'intérêt local, la route départementale D 15e8 qui mène à cette D 672 vers l'ouest et à Morizès vers l'est.

L'accès le plus proche à l'autoroute A62 (Bordeaux-Toulouse) est celui de  3 Langon, distant de 14 km par la route vers le sud-ouest.

L'accès  1 Bazas à l'autoroute A65 (Langon-Pau) se situe à 27 km vers le sud-sud-ouest.

L'accès le plus proche à l'autoroute A89 (Bordeaux-Lyon) est celui de l'échangeur autoroutier  avec la route nationale 89 qui se situe à 40 km vers le nord-nord-ouest.
La gare SNCF la plus proche est celle, distante de 4 km par la route vers le sud, de Caudrot sur la ligne Bordeaux-Sète du TER Nouvelle-Aquitaine. Sur la même ligne mais offrant plus d'opportunités de liaisons, la gare de La Réole se situe à 12 km par la route vers le sud-est.

### Risques majeurs
Le territoire de la commune de Sainte-Foy-la-Longue est vulnérable à différents aléas naturels : météorologiques (tempête, orage, neige, grand froid, canicule ou sécheresse) et séisme (sismicité très faible). Un site publié par le BRGM permet d'évaluer simplement et rapidement les risques d'un bien localisé soit par son adresse soit par le numéro de sa parcelle.

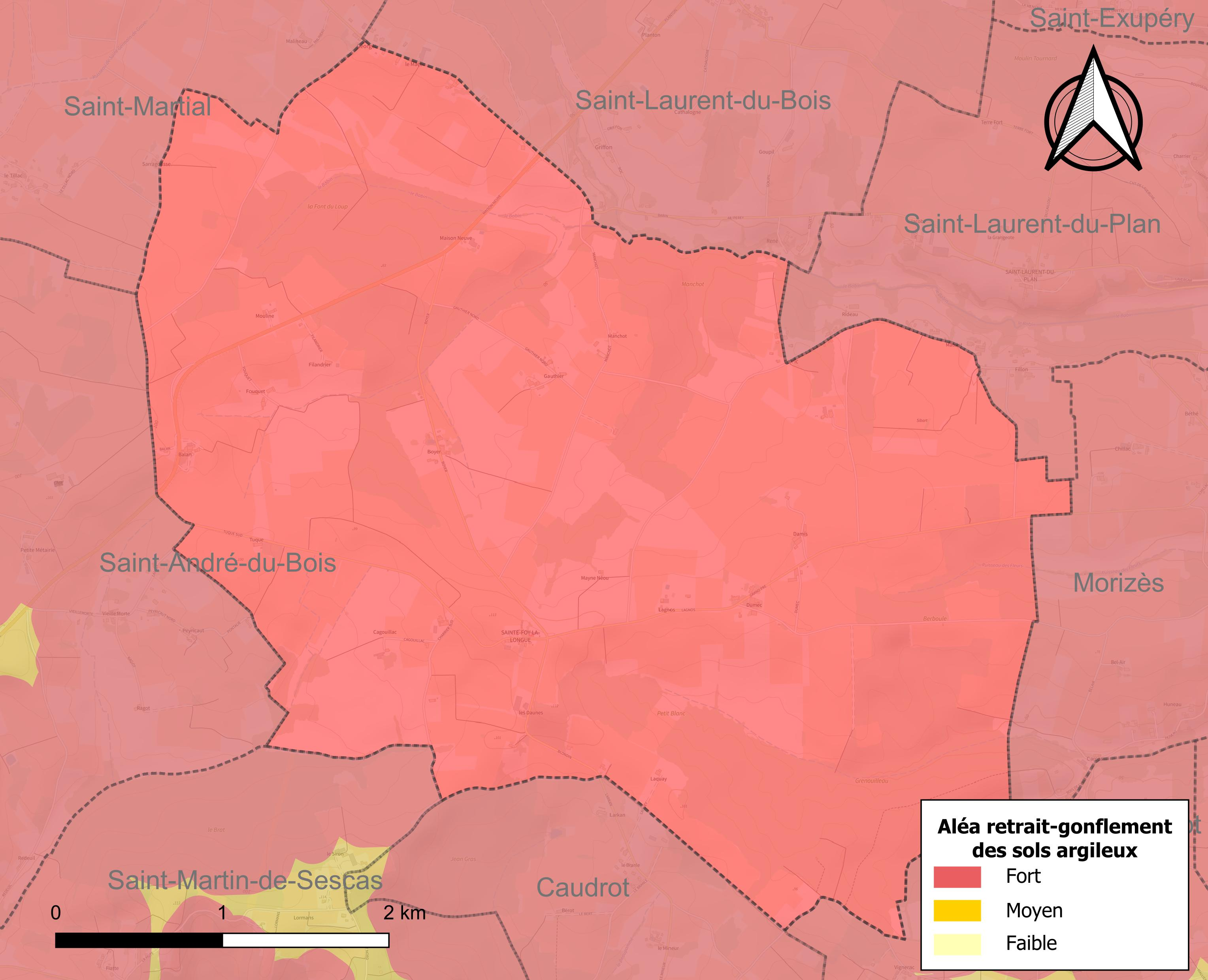
Carte des zones d'aléa retrait-gonflement des sols argileux de Sainte-Foy-la-Longue.

Le retrait-gonflement des sols argileux est susceptible d'engendrer des dommages importants aux bâtiments en cas d’alternance de périodes de sécheresse et de pluie. La totalité de la commune est en aléa moyen ou fort (67,4 % au niveau départemental et 48,5 % au niveau national). Sur les 61 bâtiments dénombrés sur la commune en 2019, 61 sont en aléa moyen ou fort, soit 100 %, à comparer aux 84 % au niveau départemental et 54 % au niveau national. Une cartographie de l'exposition du territoire national au retrait gonflement des sols argileux est disponible sur le site du BRGM,.
La commune a été reconnue en état de catastrophe naturelle au titre des dommages causés par les inondations et coulées de boue survenues en 1982, 1983, 1999 et 2009, par la sécheresse en 2017 et par des mouvements de terrain en 1999.

## Histoire
À la Révolution, la paroisse Sainte-Foy-la-Longue forme la commune de Sainte-Foy-la-Longue.

## Politique et administration
| Période                                  | Période  | Identité             | Étiquette | Qualité     |
| ---------------------------------------- | -------- | -------------------- | --------- | ----------- |
| 2008                                     | 2014     | Jean-Michel Bentéjac |           |             |
| 2014                                     | En cours | Henri Joanchicoy     |           | Agriculteur |
| Les données manquantes sont à compléter. |          |                      |           |             |

## Démographie
L'évolution du nombre d'habitants est connue à travers les recensements de la population effectués dans la commune depuis 1793. Pour les communes de moins de 10 000 habitants, une enquête de recensement portant sur toute la population est réalisée tous les cinq ans, les populations de référence des années intermédiaires étant quant à elles estimées par interpolation ou extrapolation. Pour la commune, le premier recensement exhaustif entrant dans le cadre du nouveau dispositif a été réalisé en 2005.

En 2022, la commune comptait 138 habitants, en évolution de +14,05 % par rapport à 2016 (Gironde : +6,91 %, France hors Mayotte : +2,11 %).
| 1793 | 1800 | 1806 | 1821 | 1831 | 1836 | 1841 | 1846 | 1851 |
| ---- | ---- | ---- | ---- | ---- | ---- | ---- | ---- | ---- |
| 209  | 196  | 203  | 235  | 187  | 246  | 197  | 187  | 189  |

| 1856 | 1861 | 1866 | 1872 | 1876 | 1881 | 1886 | 1891 | 1896 |
| ---- | ---- | ---- | ---- | ---- | ---- | ---- | ---- | ---- |
| 209  | 213  | 206  | 205  | 201  | 191  | 167  | 142  | 148  |

| 1901 | 1906 | 1911 | 1921 | 1926 | 1931 | 1936 | 1946 | 1954 |
| ---- | ---- | ---- | ---- | ---- | ---- | ---- | ---- | ---- |
| 149  | 170  | 149  | 158  | 149  | 157  | 162  | 187  | 170  |

| 1962 | 1968 | 1975 | 1982 | 1990 | 1999 | 2005 | 2006 | 2010 |
| ---- | ---- | ---- | ---- | ---- | ---- | ---- | ---- | ---- |
| 163  | 148  | 139  | 134  | 151  | 115  | 138  | 134  | 135  |

| 2015 | 2020 | 2022 | - | - | - | - | - | - |
| ---- | ---- | ---- | - | - | - | - | - | - |
| 120  | 136  | 138  | - | - | - | - | - | - |

## Lieux et monuments
- L'église Sainte-Foy, reconstruite au XIXe siècle dans le style néoroman, n'est ni classée ni inscrite[24].

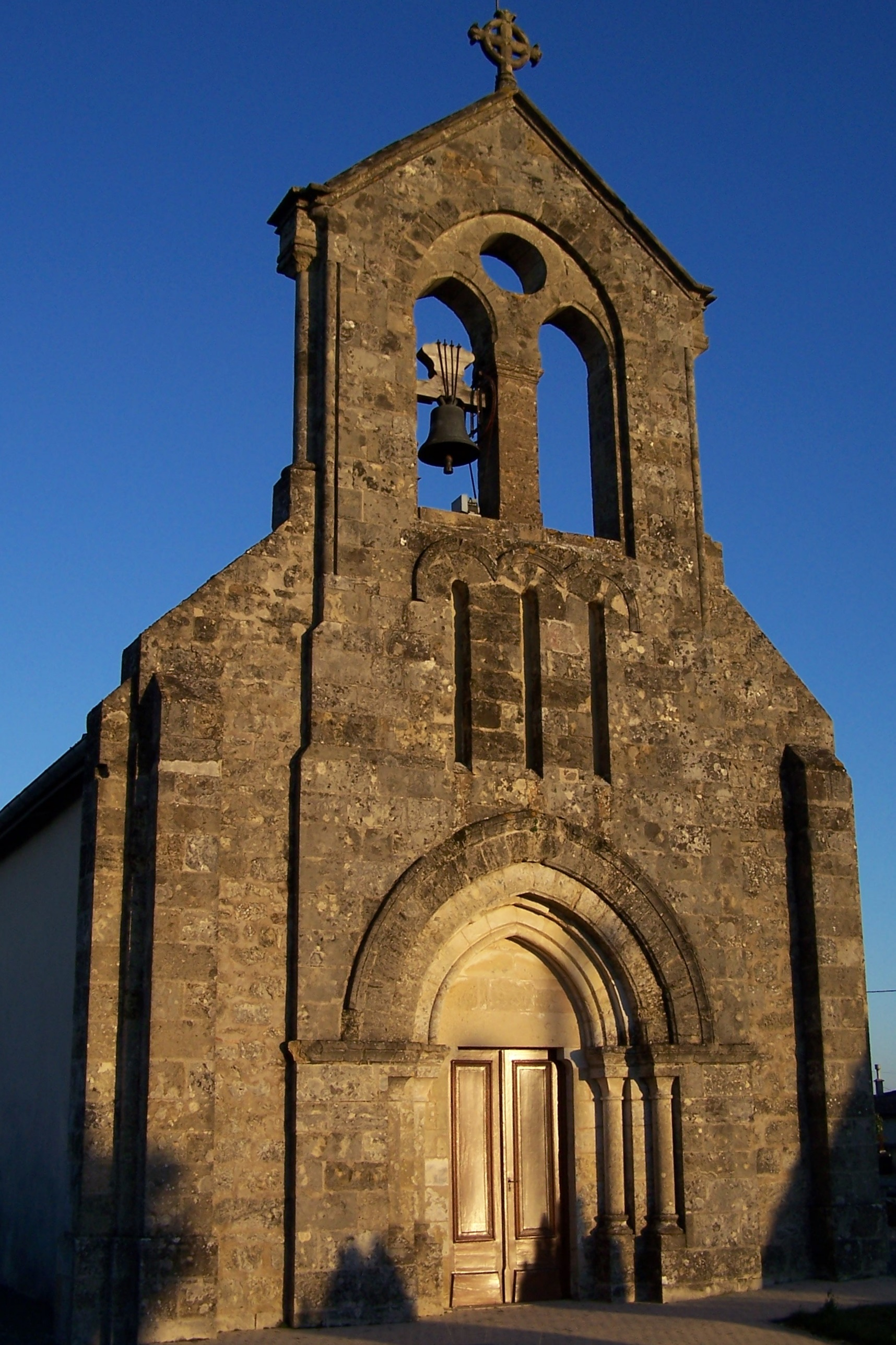
L'église Sainte-Foy (janv. 2012).
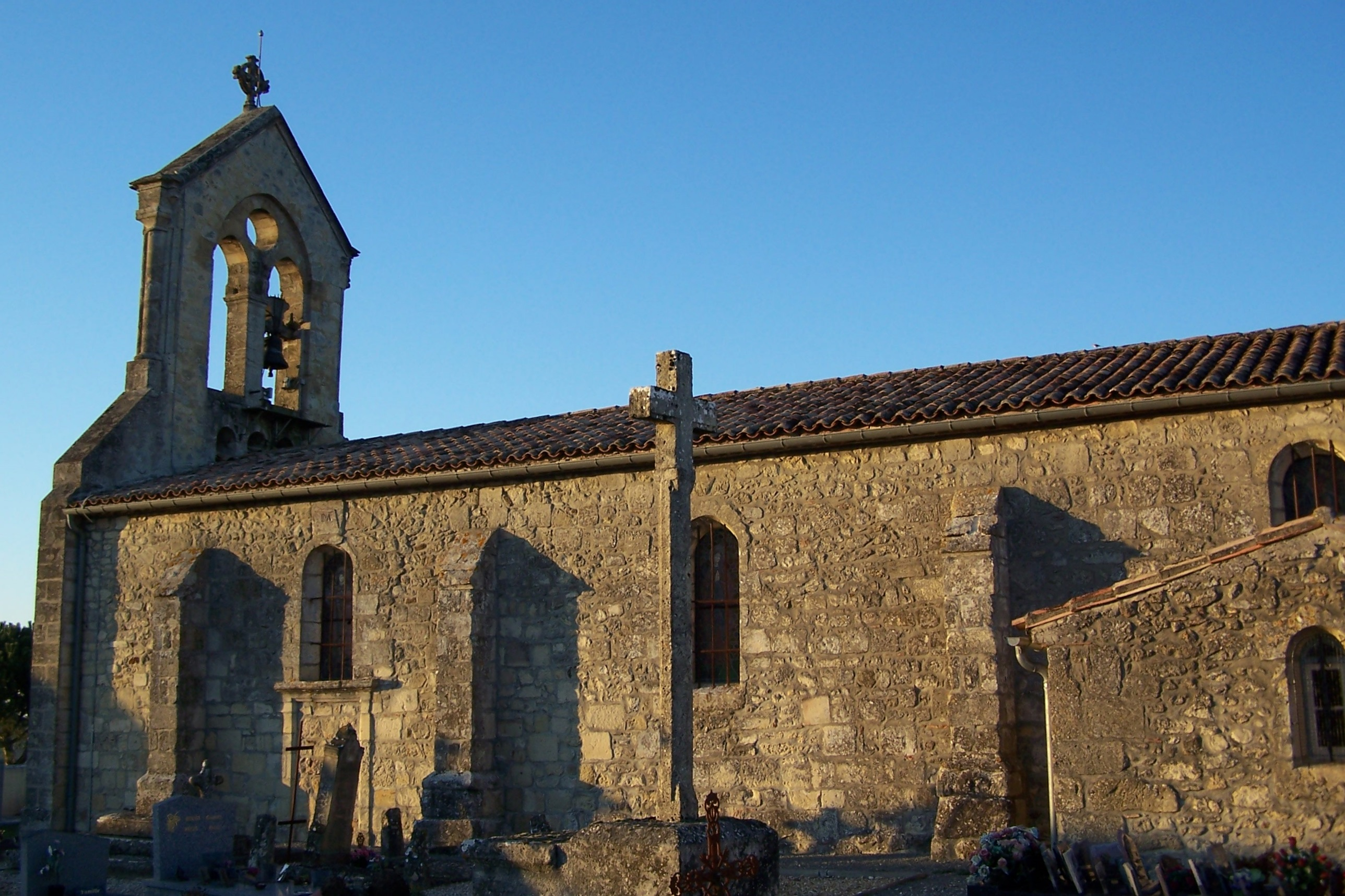
Vue au sud de l'église (janv. 2012).
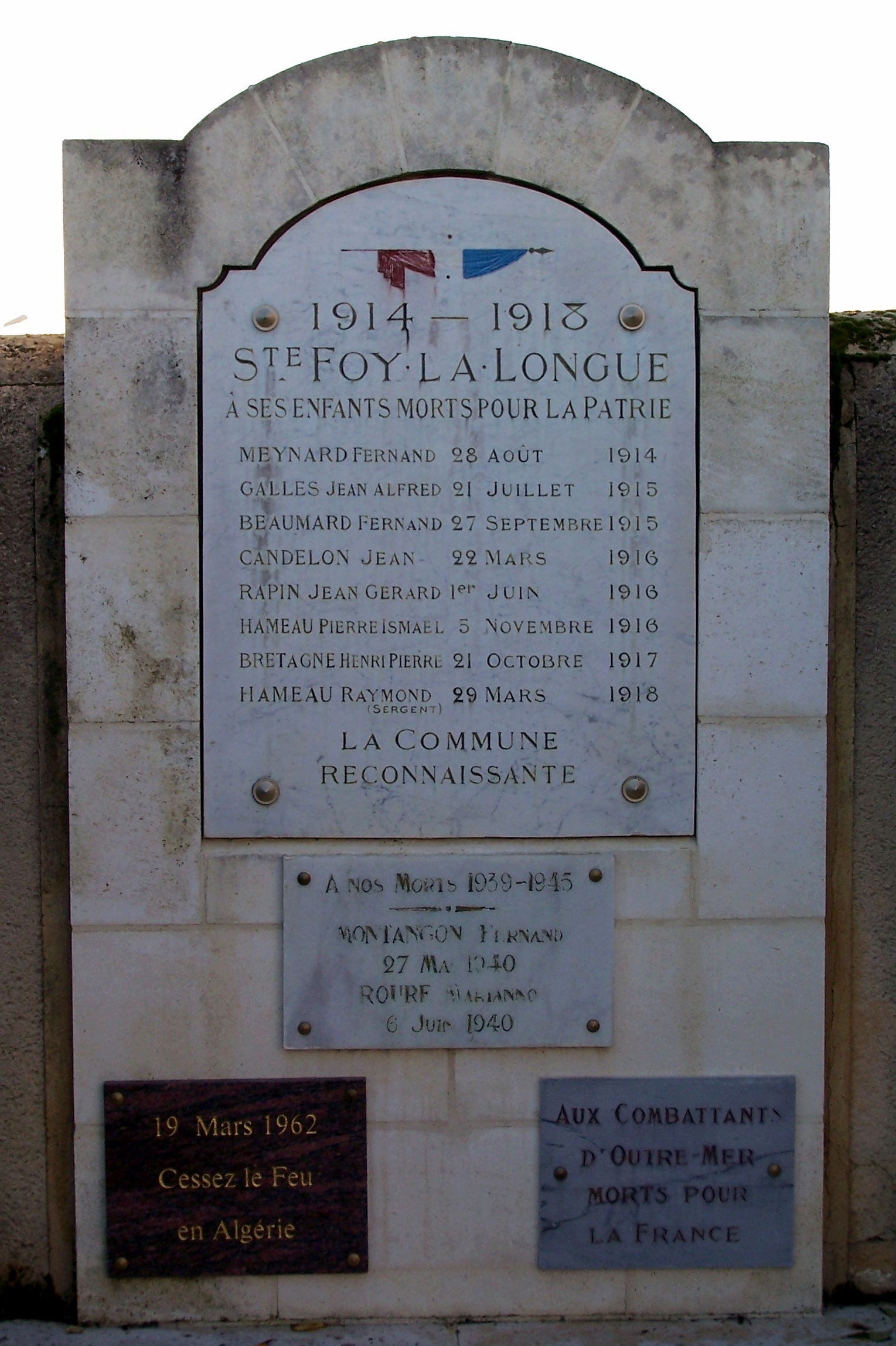
Stèle aux morts devant la salle communale (janv. 2012).

## Galerie

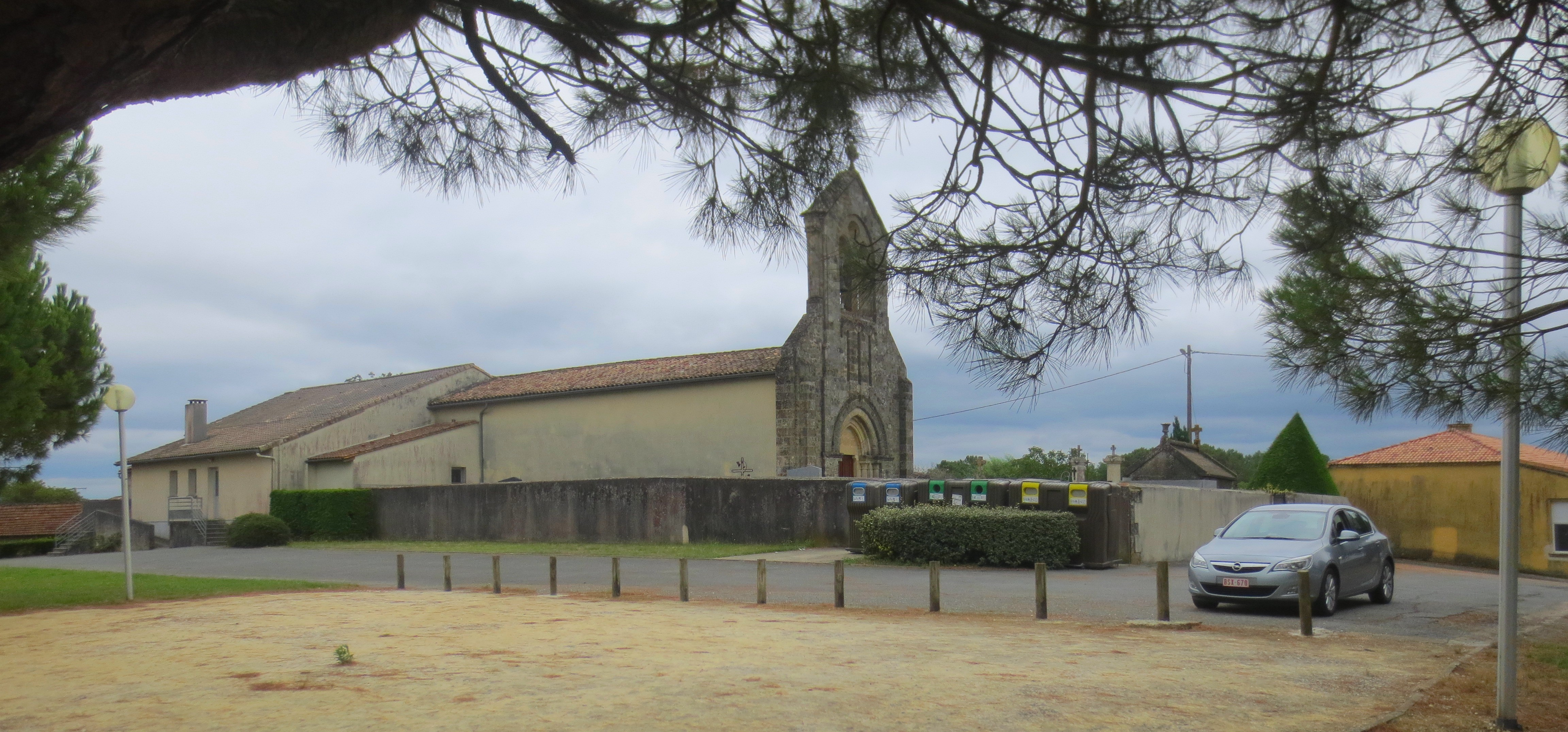
La place.
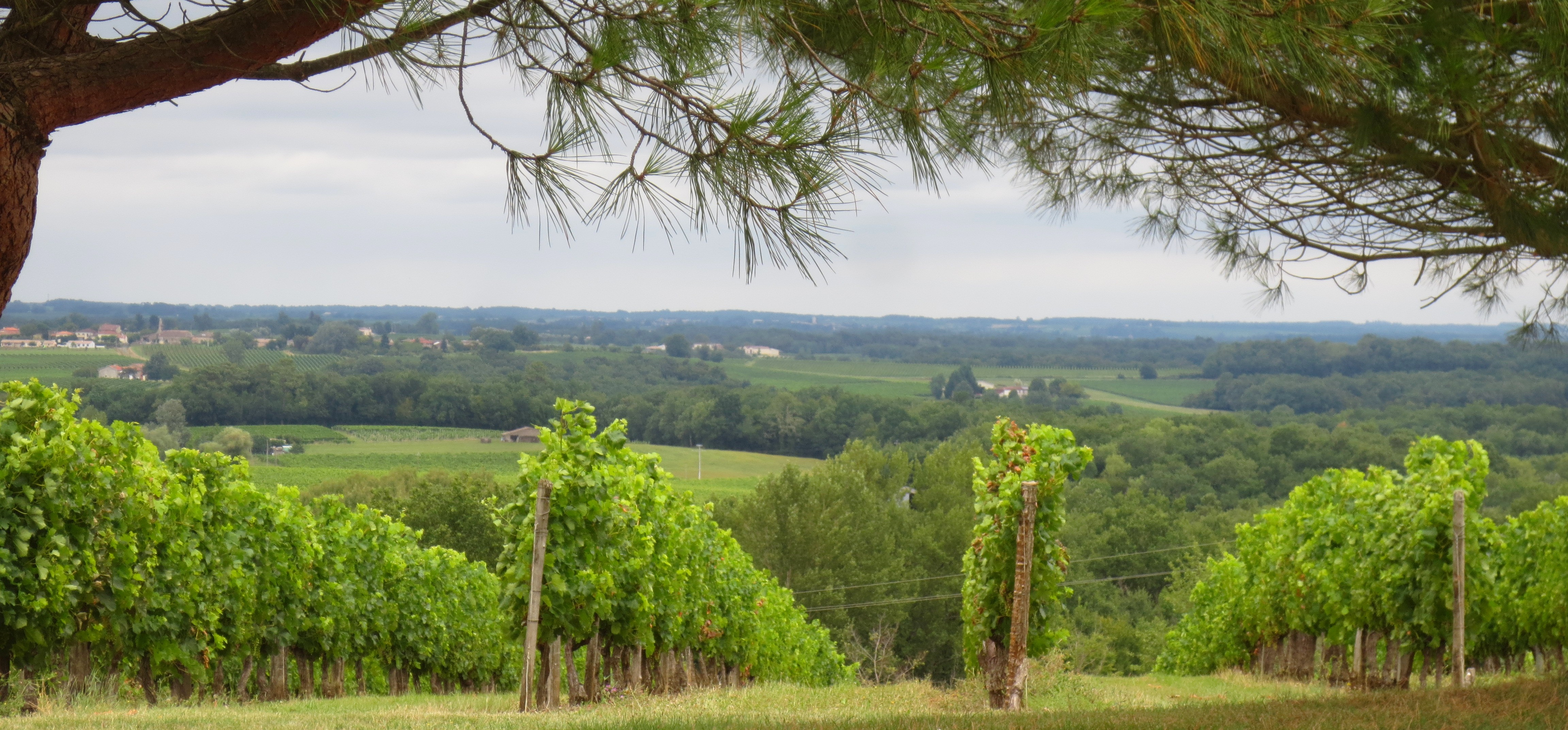
Les vignes.
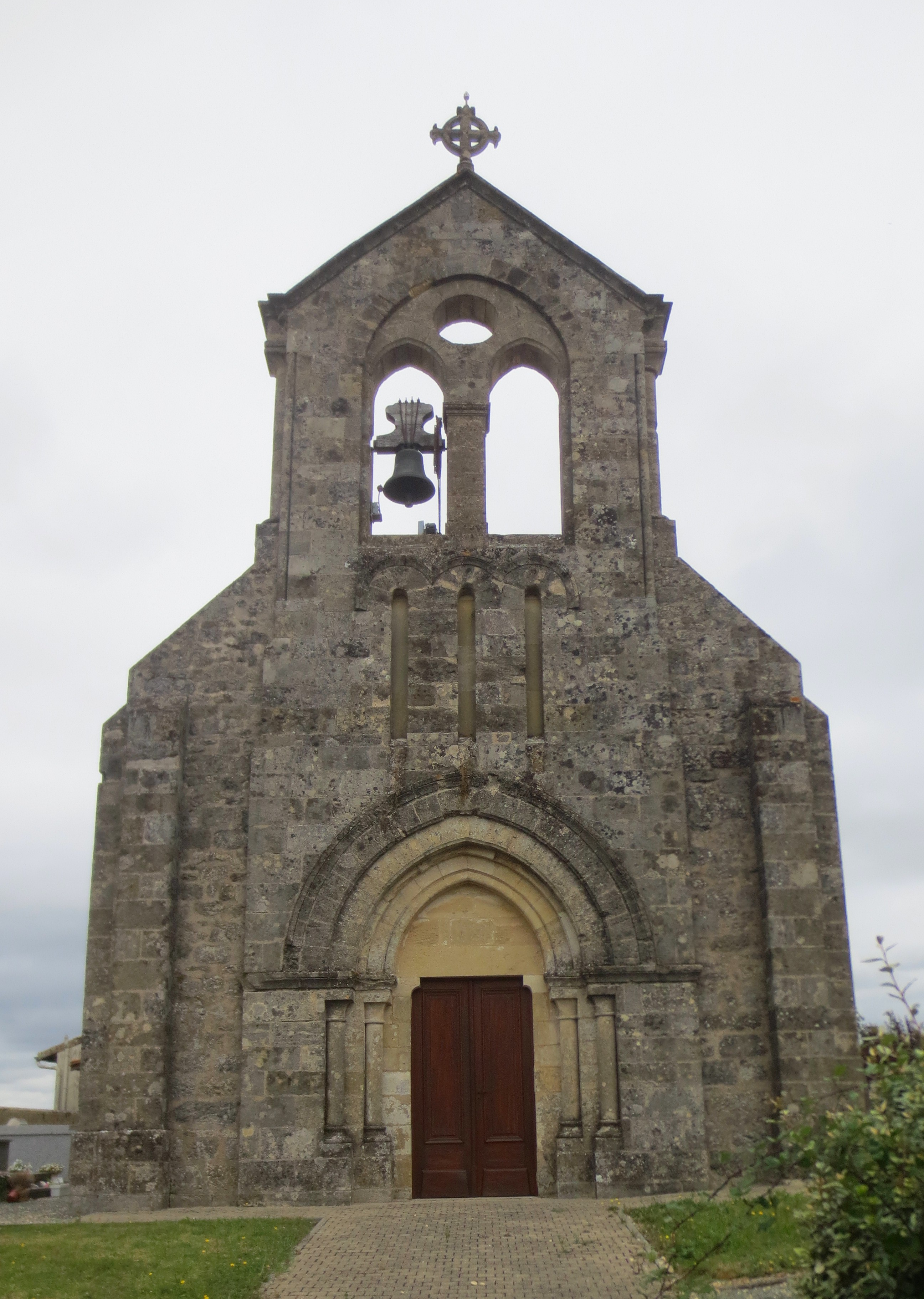
L'église.
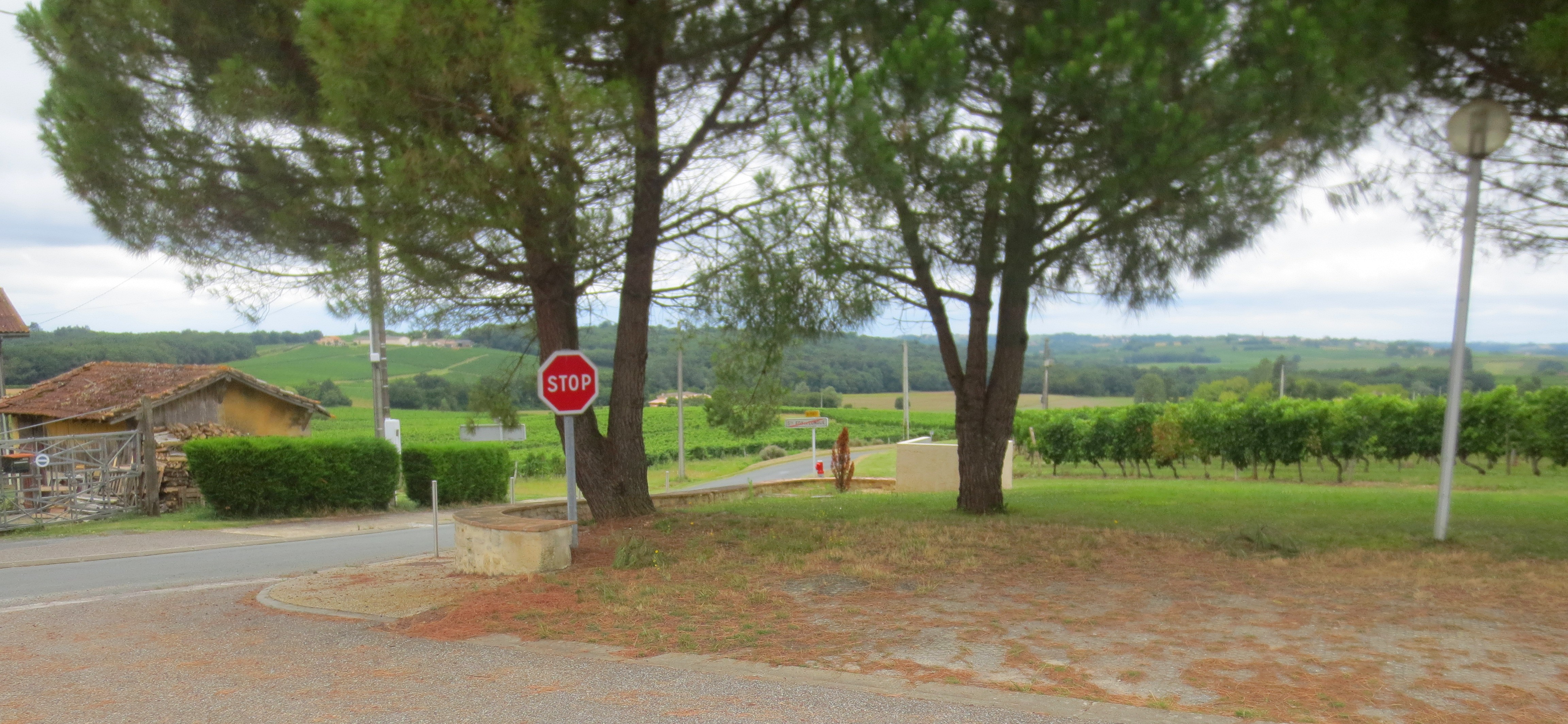
Vue panoramique.